# Gräsklipparmannen
Gräsklipparmannen (engelska: The Lawnmower Man) är en amerikansk film från 1992.

## Handling
En forskare, Dr. Angelo (Pierce Brosnan), utför experiment rörande intelligenshöjande droger och virtuell verklighet på apor, men vill expandera forskningen till att omfatta människor. Han använder den lite småtröge trädgårdsmästaren Jobe (Jeff Fahey). Detta fungerar över förväntan och Jobes intelligens ökar i en allt snabbare takt. Till slut vill "Gräsklipparmannen" själv ta över forskningen och Dr. Angelo tappar totalt kontrollen över sitt experiment.

## Rollista (i urval)
| Jeff Fahey     | – Jobe Smith          |
| Pierce Brosnan | – Dr. Lawrence Angelo |
| Jenny Wright   | – Marnie Burke        |

## Om filmen
Filmen regisserades av Brett Leonard och marknadsfördes som "Stephen King's The Lawnmower Man", men den enda likheten med hans novell med samma namn var titeln (och en replik, efter att en död hittats i ett fågelbad); varken handlingen eller figurerna hade någon koppling till novellen. Efter en stämning av Stephen King tvingades bolaget ta bort hans namn från filmen. Att huvudfiguren fick namnet Jobe är en anspelning på figuren Job i bibeln.